# Helen Kelesi
Helen Mersi Kelesi (Victoria, 15 november 1969) is een tennisspeelster uit Canada.

## Loopbaan
Kelesi begon op driejarige leeftijd met tennis – haar beide ouders, immigranten uit Tsjecho-Slowakije, speelden tennis.
Op dertienjarige leeftijd werd Kelesi nationaal kampioen bij de junioren, en won zij het Taipei International Junior Open. Ook bereikte zij in 1985 de halve finale bij de meisjes op Roland Garros en Wimbledon. Hiermee stootte zij door naar de derde plek van de juniorenranglijst van de ITF.
Op de zomerspelen van 1988 in Seoel nam zij voor Canada deel aan het enkelspel.
Tussen 1986 en 1994 speelde Kelesi 25 keer voor Canada op de Fed Cup. Zij vergaarde daar een winst/verlies-balans van 15–10.
In 1994 moest zij het US Open in de eerste ronde opgeven vanwege hoofdpijn – een jaar later werd zij geopereerd aan een hersentumor.
In 2002 werd Kelesi toegevoegd aan de Canadese Tennis Hall of Fame. In 2008 werd zij toegevoegd aan de British Columbia Sports Hall of Fame.

## Posities op deWTA-ranglijst
Positie per einde seizoen:
| jaar | rang enkelspel | rang dubbelspel |
| ---- | -------------- | --------------- |
| 1985 | 48             | –               |
| 1986 | 39             | 133             |
| 1987 | 32             | 101             |
| 1988 | 19             | 66              |
| 1989 | 13             | 91              |
| 1990 | 25             | 30              |
| 1991 | 29             | 99              |
| 1992 | 128            | 344             |
| 1993 | 49             | 690             |
| 1994 | 124            | –               |
| 1997 | 763            | –               |

## Palmares
| Legenda                |
| ---------------------- |
| Grandslamtoernooi      |
| Olympische Spelen      |
| Year-End Championships |
| Tier I                 |
| Tier II                |
| Tier III               |
| Tier IV & V            |

### WTA-finaleplaatsen enkelspel
| nr.              | finale     | toernooi          | ondergrond    | tegenstandster    | score         |
| ---------------- | ---------- | ----------------- | ------------- | ----------------- | ------------- |
| gewonnen finales |            |                   |               |                   |               |
| 1.               | 1986-10-19 | WTA Japan (Tokio) | hardcourt     | Bettina Fulco     | 6-2, 6-2      |
| 2.               | 1988-05-01 | WTA Tarente       | gravel        | Laura Garrone     | 6-1, 6-0      |
| verloren finales |            |                   |               |                   |               |
| 1.               | 1985-08-25 | WTA Monticello    | hardcourt     | Barbara Potter    | 6-4, 3-6, 2-6 |
| 2.               | 1988-05-08 | WTA Rome          | gravel        | Gabriela Sabatini | 1-6, 7-6, 1-6 |
| 3.               | 1988-08-07 | WTA Cincinnati    | hardcourt     | Barbara Potter    | 2-6, 2-6      |
| 4.               | 1989-04-30 | WTA Barcelona     | gravel        | Arantxa Sánchez   | 2-6, 7-5, 1-6 |
| 5.               | 1989-11-12 | WTA Nashville     | hardcourt (i) | Leila Meschi      | 2-6, 3-6      |
| 6.               | 1990-05-27 | WTA Genève        | gravel        | Barbara Paulus    | 6-2, 5-7, 6-7 |
| 7.               | 1991-05-26 | WTA Genève        | gravel        | Manuela Maleeva   | 3-6, 6-3, 3-6 |

### WTA-finaleplaatsen vrouwendubbelspel
| nr.              | finale     | toernooi       | ondergrond | partner          | tegenstandsters                  | score         |
| ---------------- | ---------- | -------------- | ---------- | ---------------- | -------------------------------- | ------------- |
| gewonnen finales |            |                |            |                  |                                  |               |
| 1.               | 1990-05-13 | WTA Rome       | gravel     | Monica Seles     | Laura Garrone Laura Golarsa      | 6-3, 6-4      |
| 2.               | 1990-10-21 | WTA Scottsdale | hardcourt  | Elise Burgin     | Sandy Collins Ronni Reis         | 6-4, 6-2      |
| verloren finales |            |                |            |                  |                                  |               |
| 1.               | 1988-05-01 | WTA Tarente    | gravel     | Laura Garrone    | Andrea Betzner Claudia Porwik    | 1-6, 2-6      |
| 2.               | 1988-08-07 | WTA Cincinnati | hardcourt  | Lindsay Bartlett | Beth Herr Candy Reynolds         | 6-4, 6-7, 1-6 |
| 3.               | 1990-08-05 | WTA Montreal   | hardcourt  | Raffaella Reggi  | Betsy Nagelsen Gabriela Sabatini | 6-3, 2-6, 2-6 |

## Resultaten grandslamtoernooien
| Legenda | Legenda                          |
| ------- | -------------------------------- |
| g.t.    | geen toernooi gehouden           |
| l.c.    | lagere categorie                 |
| –       | niet deelgenomen                 |
| G       | uitgeschakeld in de groepsfase   |
| 1R      | uitgeschakeld in de eerste ronde |
| 2R      | uitgeschakeld in de tweede ronde |
| 3R      | uitgeschakeld in de derde ronde  |
| 4R      | uitgeschakeld in de vierde ronde |
| KF      | uitgeschakeld in de kwartfinale  |
| HF      | uitgeschakeld in de halve finale |
| F       | de finale verloren               |
| W       | het toernooi gewonnen            |
| w-v     | winst/verlies-balans             |

### Enkelspel
| toernooi        | 1985 | 1986 | 1987 | 1988 | 1989 | 1990 | 1991 | 1992 | 1993 | 1994 |
| --------------- | ---- | ---- | ---- | ---- | ---- | ---- | ---- | ---- | ---- | ---- |
| Australian Open | –    | g.t. | 2R   | –    | –    | 3R   | –    | 1R   | –    | 2R   |
| Roland Garros   | 1R   | 1R   | 4R   | KF   | KF   | 2R   | 3R   | –    | 1R   | 1R   |
| Wimbledon       | 1R   | 2R   | 1R   | 1R   | 1R   | 1R   | 1R   | –    | 3R   | 1R   |
| US Open         | 1R   | 3R   | 3R   | 2R   | 1R   | 2R   | 2R   | 1R   | 1R   | 1R   |

### Vrouwendubbelspel
| toernooi        | 1987 | 1988 | 1989 | 1990 | 1991 | 1992 |
| --------------- | ---- | ---- | ---- | ---- | ---- | ---- |
| Australian Open | 1R   | –    | –    | –    | –    | 2R   |
| Roland Garros   | 1R   | 2R   | KF   | –    | 1R   | –    |
| Wimbledon       | 2R   | 2R   | 1R   | 1R   | 1R   | –    |
| US Open         | 1R   | 1R   | –    | 2R   | 2R   | –    |

### Gemengd dubbelspel
| toernooi        | 1986 | 1987 | 1988 |
| --------------- | ---- | ---- | ---- |
| Australian Open | g.t. | –    | –    |
| Roland Garros   | –    | –    | 2R   |
| Wimbledon       | 2R   | 2R   | 1R   |
| US Open         | –    | –    | –    |